# 三春村
三春村，是臺灣彰化縣花壇鄉所轄的18個村之一，位在花壇鄉東南方。面積平方公里、2242人。東接永春村和長春村，北靠灣雅村和灣東村，西鄰中庄村。村名取自當地的地名「三家春」命名。

## 歷史沿革
三春村於清代時隸屬燕霧上堡三家春庄(由顧姓,陳姓,施姓三大家族莊園組成)；明治35年（1902年）時，改彰化廳燕霧上堡三家春庄；明治42年（1909年）改彰化支廳橋子頭區三家春庄；至大正9年（1920年）則隨行政區調整，隸屬彰化郡花壇庄三家春大字。
二次大戰結束後，國民政府接收臺灣，以原先三家春大字範圍分設為三春村、永春村和長春村。